# Jadrolinija

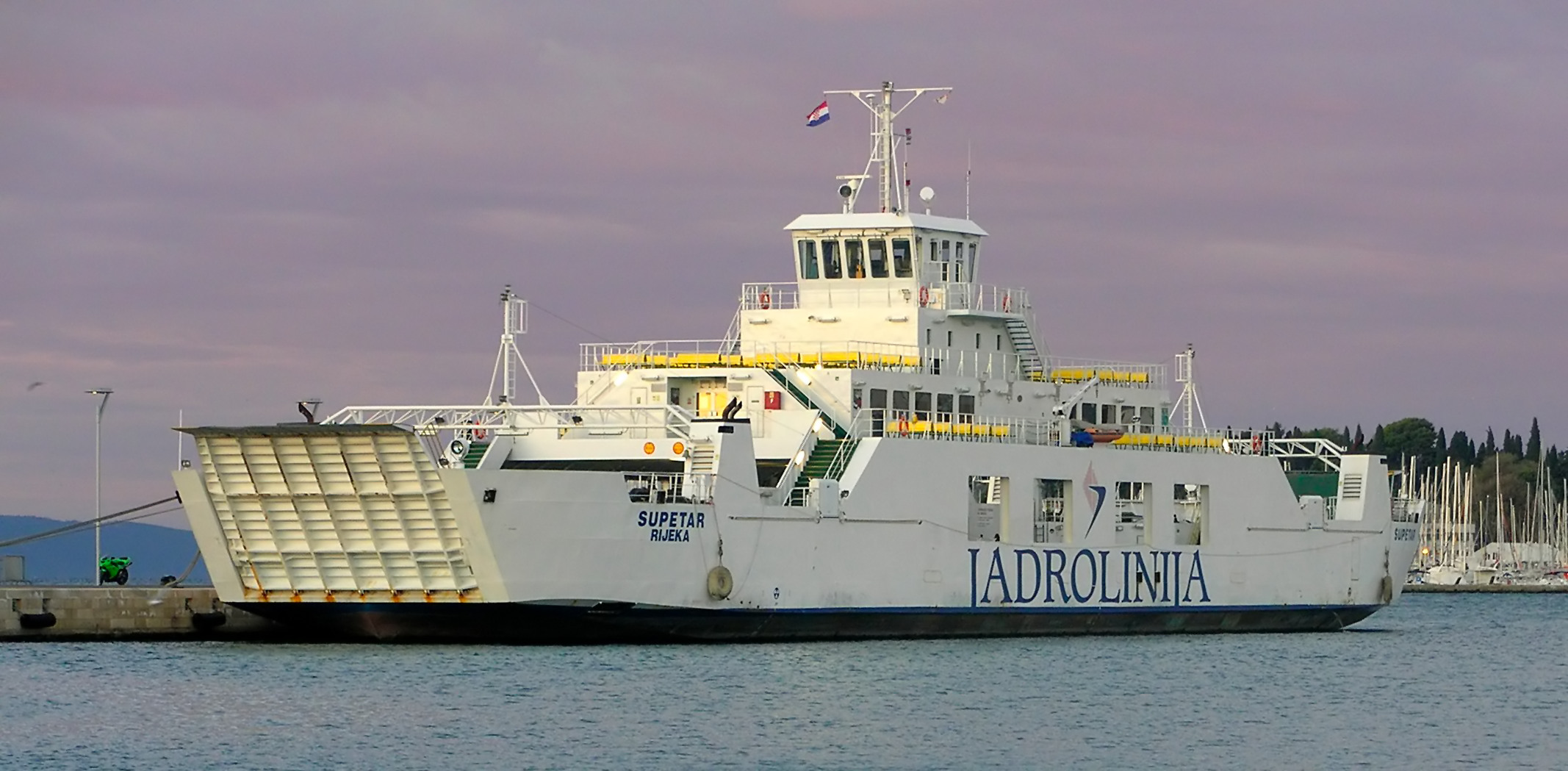
De Supetar (vernoemd naar de bestemming Supetar) in de haven van Split

Jadrolinija is een rederij die door middel van veerboten het vasteland van Kroatië met een groot aantal van de Kroatische eilanden in de Adriatische Zee verbindt, alsmede met enkele havensteden in Italië. De maatschappij is in handen van de Kroatische overheid.
Jadrolinija werd op 20 januari 1947 in Rijeka opgericht uit een groot aantal kleine rederijen. Omstreeks 2009 opereerde het bedrijf met een vloot van 56 schepen, waarvan 5 voor lange en internationale routes, 37 kleinere veerboten, 8 catamarans, 1 hydrobus en 5 conventionele schepen. De schepen beschikken over  een totale capaciteit van 3.600 voertuigen en 27.540 passagiers. In 2007 vervoerde Jadrolinija in totaal 9,4 miljoen passagiers en 2,4 miljoen voertuigen.

## Verbindingen

### Internationale routes
- Dubrovnik -  Bari
- Split -  Ancona
- Zadar -  Ancona

### Routes binnen Kroatië
Jadrolinija verbindt het vasteland van Kroatië (inclusief Pelješac) met onder meer de volgende eilanden, waarbij er tevens routes zijn die eilanden met elkaar verbinden:
| - Cres - Lošinj - Rab - Pag - Unije - Susak - Ilovik - Vele Srakane - Male Srakane - Ugljan - Pašman - Dugi otok - Ist, - Molat - Zverinac - Sestrunj - Rivanj - Silba - Olib | - Premuda - Iž - Rava - Žirje - Kaprije - Prvić - Zlarin - Brač - Hvar - Šolta - Vis - Drvenik Veliki - Drvenik Mali - Korčula - Lastovo - Mljet - Šipan - Lopud - Koločep |